# Venanzio Simi
Venanzio Simi, al secolo Melchiorre Simi (Genzano di Roma, 13 luglio 1641 – Roma, 2 maggio 1718), è stato un vescovo cattolico e storico italiano.

## Biografia
Non si sa molto sulla vita di Venanzio Simi prima che entrasse nella Congregazione Vallombrosana. Nell'iscrizione posta sulla sua pietra tombale, nella Basilica di Santa Prassede, viene detto "romano". Nella sua Storia di Genzano, con note e documenti, invece, Nicola Ratti lo dice nato a Genzano da Domenico e Francesca Simi, battezzato come Melchiorre, nome cambiato poi in Venanzio quando vestì l'abito dei Vallombrosani. Dallo stemma sormontato da copricapo vescovile riportato nella basilica di Santa Prassede dove è ancora visibile la lapide con iscrizione, la parte sinistra dello stemma con tre gigli e mezzaluna, evidenzia l'appartenenza comunque di Venanzio Simi al ramo di Pescia del Casato Lucchese dei Simi. Divenne generale dei Vallombrosani nel 1696.
Nel 1693 Simi aveva pubblicato in lingua latina la sua storia dell'ordine, l'unica storia dell'ordine vallombrosano registrata dal Tiraboschi. Papa Clemente XI lo nominò vescovo in partibus infidelium di Salamina a Cipro e suffraganeo della sede suburbicaria di Sabina, incarico a cui rinunciò per ritirarsi definitivamente nel convento dei Vallombrosani di Santa Prassede a Roma.